# Anaptomorfins
Els anaptomorfins (Anaptomorphinae) són una subfamília extinta de primats de la família dels omòmids que visqueren a l'hemisferi nord entre el Paleocè mitjà i l'Oligocè superior. Se n'han trobat restes fòssils al Canadà, Egipte i els Estats Units. Les espècies d'aquest grup eren més primitives que les seves homòlogues dels microquerins, una altra subfamília d'omòmids. En general, tenien les dents postcanines engrandides a la base, la primera dent incisiva inferior (i1) també engrandida, les terceres molars inferiors reduïdes i l'esmalt corrugat, entre altres caràcters.

## Taxonomia
- Anaptomorphinae Cope, 1883
  - Anaptomorphini Cope, 1883
    - Arapahovius Savage i Waters, 1978
    - Bownomomys Morse et al., 2018
    - Tatmanius Bown i Rose, 1991
    - Teilhardina Simpson, 1940
    - Anemorhysis Gazin, 1958
    - Chlororhysis Gazin, 1958
    - Tetonius Matthew, 1915
    - Pseudotetonius Bown, 1974
    - Absarokius Matthew, 1915
    - Anaptomorphus Cope, 1872
    - Aycrossia Bown, 1979
    - Strigorhysis Bown, 1979
    - Mckennamorphus Szalay, 1976
    - Gazinius Bown, 1979

  - Trogolemurini
    - Trogolemur Matthew, 1909
    - Walshina López-Torres, Silcox i Holroyd, 2018
    - Sphacorhysis Gunnell, 1995